# 光滑轴脉蕨
光滑轴脉蕨（学名：Ctenitopsis glabra）为叉蕨科轴脉蕨属下的一个种。